# Karol Walaszczyk

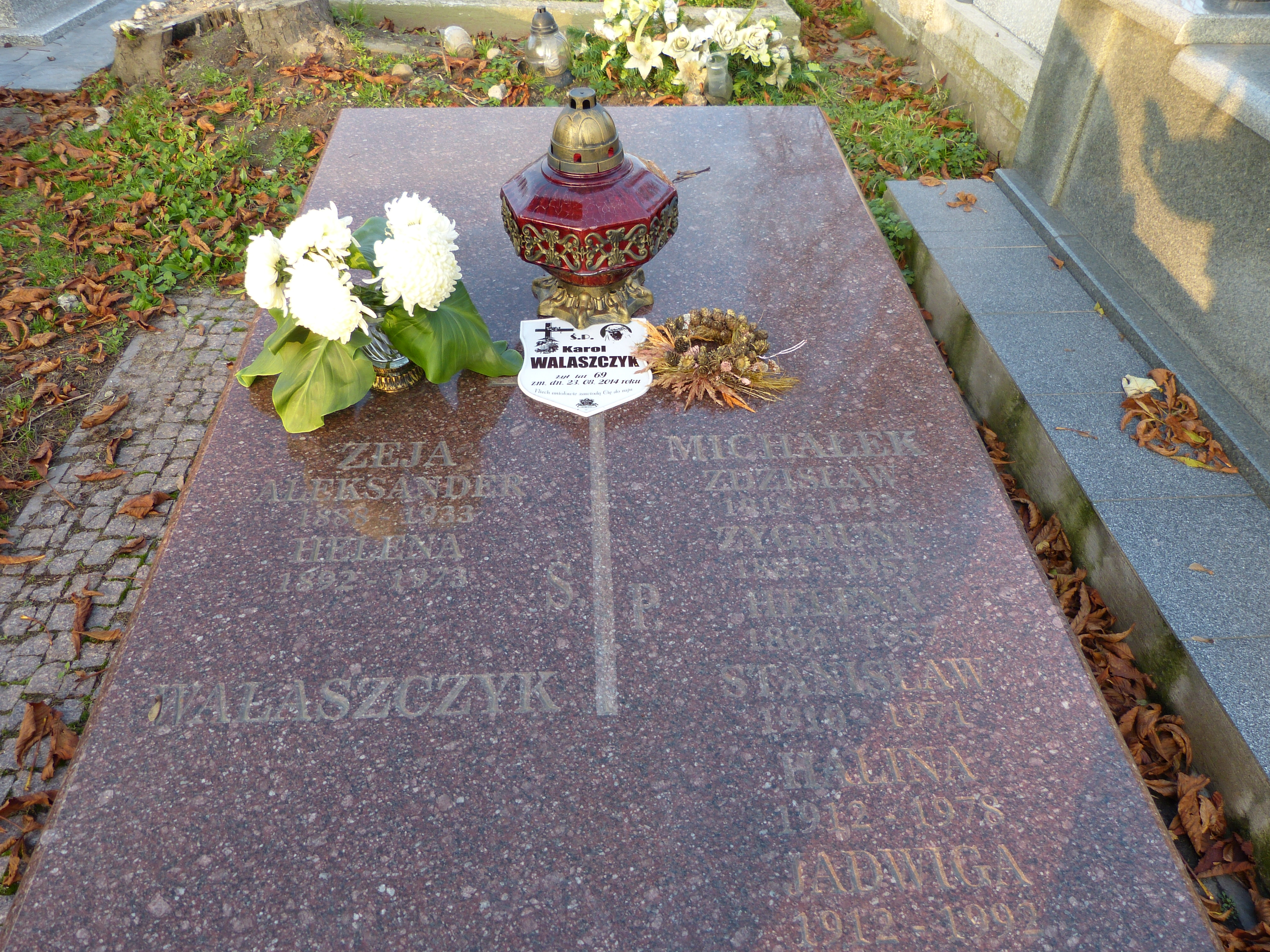
Mogiła Karola Walaszczyka na cmentarzu Starym w Radomsku

Karol Walaszczyk (ur. 12 października 1945 w Radomsku, zm. 23 sierpnia 2014 w Radomsku) – polski fotograf, z zawodu inżynier, autor wystaw i wydawnictw fotograficznych. Członek rzeczywisty Fotoklubu Rzeczypospolitej Polskiej Stowarzyszenia Twórców oraz Związku Polskich Artystów Fotografików. Uhonorowany tytułem Artiste FIAP (AFIAP). Członek Ogólnopolskiej Fotograficznej Grupy Twórczej Art Fokus 13.  

## Działalność
Działacz kulturalny i społeczny. Zasłużony Działacz Kultury. Opiekun Miejsc Pamięci Narodowej. Długoletni Prezes Towarzystwa Fotograficznego im. Edmunda Osterloffa w Radomsku. Odznaczony został przez Fotoklub Rzeczypospolitej Polskiej Srebrnym Medalem „Zasłużony dla Fotografii Polskiej”, Złotym Medalem „Za Zasługi dla Rozwoju Twórczości Fotograficznej" oraz Brązowym Medalem Zasłużony Kulturze Gloria Artis. 
Jako fotografa krajobrazu szczególnie interesowały go rzeka Pilica i Warta, ziemia radomszczańska oraz ziemia przedborska. Był autorem licznych zdjęć w prasie oraz w  wydawnictwach promocyjnych i reklamowych. Jego dziełem była inicjatywa i zorganizowanie 6 Ogólnopolskich Biennale Fotografii Czarno-Białej – Ogólnopolskiego Konkursu Fotograficznego „Postać Ludzka w Pejzażu” oraz 15 Ogólnopolskich Plenerów Fotograficznych „Natura i krajobraz”. Był także komisarzem licznych wystaw fotograficznych. Jako autor 16 indywidualnych wystaw fotograficznych prezentował swe prace w kraju i zagranicą. Był uczestnikiem wystaw i konkursów krajowych i zagranicznych oraz laureatem nagród i wyróżnień. Jego prace publikowane były w albumach fotograficznych m.in. w almanachach „Mistrzowie polskiego pejzażu”, „Sztuka Fotografii”. Zdjęcia swe wystawiał także w Niemczech, Czechach, na Litwie, w USA, Australii, Bułgarii, Austrii i Szwajcarii. W 2012 roku został uhonorowany tytułem Artiste FIAP (AFIAP), nadanym przez Międzynarodową Federację Sztuki Fotograficznej FIAP.  
Całe życie związany był z Radomskiem, gdzie zmarł 23 sierpnia 2014 roku i został pochowany na tamtejszym cmentarzu Starym – kwatera C0/0040. Jego prace zaprezentowano w Almanachu (1995–2017), wydanym przez Fotoklub Rzeczypospolitej Polskiej Stowarzyszenie Twórców, w 2017 roku.